# یابوونکا (استان لهستان کوچک‌تر)
یابوونکا (به لاتین: Jabłonka) یک روستا در لهستان است که در گمینا یابوونکا واقع شده‌است. یابوونکا ۴٬۴۰۰ نفر جمعیت دارد.